# Club S1
Списание „Club S1“ e пряк наследник на създаденото през септември 1999 г. списание „ClubF1“. Изданието е най-старото и вече единствено в България с акцент върху автомобилния спорт. То отразява техниката, личностите, и живота по пистите и надпреварите. Главен редактор на списанието е инж. Иван Тенчев, популярен автомобилен журналист и коментатор на състезанията от Формула 1 и Формула Е.
Формула 1 заема централно място на страниците му като най-престижна и интересна за публиката дисциплина. Все по-голяма тежест обаче придобиват и останалите моторни състезания, развитието на автомобилния бизнес и техника, животът около колите, младите таланти, картинг спортът. Те също заемат важно място сред темите в изданието.
През годините списанието си създаде изключителна репутация със своята прецизност и коректност в представянето на събитията и изчерпателната си информация за техника, личности, събития.
Благодарение личното присъствие на журналисти и фоторепортери на изданието и техните персонални интервюта и срещи с най-големите звезди във Формула 1, WRC, MotoGP и др. ClubS1 постави нови стандарти в България.
Материали на световноизвестни автори от чужбина и всепризнати експерти допълнително повишават през годините качеството на изданието. Това е високо оценено от аудиторията, характеризираща се с високото си образование и доходи.
На страниците на изданието запазено място имат и тестовете на най-новите модели серийни автомобили, които излизат на пазара. Публикува се информация за развитието на техниката и всичко свързано със скоростта – масла, бензини, гуми, бои, аудиосистеми и т.н.

## Основни рубрики
- любопитно – най-интересните събития и факти от изминалия месец със значение за света на F1, ралитата, автомобилите;
- звезди – портрети и разговори с най-изявените личности в света на автомобилите и моторите; разкази за тях от най-близките им спътници, членове на семейството, сподвижници;
- техника – най-важните новости в болидите и автомобилите изобщо, представени в детайли, често от световни автори като Крейг Скарбъро и Паоло Д'Алесио;
- животът – всичко свързано с ежедневието на хората от спорта и бизнеса – техните забавления, хобита, подготовка, връзки и т.н.;
- интервюта – с пилоти, шефове и важни хора от света на спорта и автомобилите;
- история – най-славните, а и трагични момети от митологията на Гран при, автомобилния спорт и техника;
- преглед на състезанията от изминалия месец – анализ, коментар и пълна статистика, VIP хроника;
- предстои – представяне на предстоящите събития: история, графики, статистики;
- световният рали шампионат от изминалия месец – анализ, коментар и статистика;
- у нас – отразяване на българския автомобилен спорт;
- надежди – всичко най-важно от развитието на нашите пилоти в чужбина;
- картинг – отразяване на състезанията по картинг както в България, така и навсякъде, където участват наши пилоти;
- автомобили – представяне на новостите в автомобилите, двигателите, компонентите, технологиите, гуми, сравнения, анализи;
- премиери – представяне на нови серийни автомобили, дошли в България или представляващи важни премиери в света.

## Редактори
- Главен редактор: Иван Тенчев,
- Отговорен редактор: Светлана Стойкова,
- Редактори: Асен Стоянов, Иво Кръстев, Стефан Илиев,
- Кореспонденти: Дитер Ренкен, Петър Ниагард, Паоло Д' Лесио,
- Фотографи: Любомир Асенов, Петър Ниагард, Артър Тил, Мирко Щанге, Христо Петров, Чавдар Костов, Антонио Стоянов, Борис Барболов, Спас Генев
- Управител: Красимир Ръджов.